# Fornicia
Fornicia är ett släkte av steklar. Fornicia ingår i familjen bracksteklar.

## Dottertaxa tillFornicia, i alfabetisk ordning[1]
- Fornicia africana
- Fornicia afrorum
- Fornicia albalata
- Fornicia andamanensis
- Fornicia annulipes
- Fornicia arata
- Fornicia balloui
- Fornicia borneana
- Fornicia ceylonica
- Fornicia chalcoscelidis
- Fornicia clathrata
- Fornicia commoni
- Fornicia flavoabdominis
- Fornicia ghesquierei
- Fornicia imbecilla
- Fornicia jarmilae
- Fornicia longiantenna
- Fornicia microcephala
- Fornicia minis
- Fornicia moronis
- Fornicia muluensis
- Fornicia obscuripennis
- Fornicia penang
- Fornicia pilosa
- Fornicia prominentis
- Fornicia rixata
- Fornicia seyrigi
- Fornicia surinamensis
- Fornicia tagalog
- Fornicia tergiversata
- Fornicia thoseae